# いのの
いのの（鈴木しげる／inono）は、日本の男性漫画家、イラストレーター。長野県松本市出身、埼玉県上尾市在住。ロリ顔でありながら肉感的な絵柄と、美麗なカラー絵が特徴である。1990年代には成人向け漫画雑誌で、2000年以降は主に同人誌で活動している。2007年以降は非成人向け（いわゆる一般向け）作品を中心に手がけると表明している。第1回アフタヌーン四季賞（1987年春のコンテスト）佳作、第3回アフタヌーン四季賞（1987年秋のコンテスト）準入選、第37回ちばてつや賞佳作、出だしで勝負!新人賞2015大賞。

## 来歴
- 大学在学中より漫画を描き、1987年アフタヌーン四季賞創設時から投稿、佳作・準入選に輝く。
- その後1997年頃までは主に成人向け漫画雑誌（東京三世社『ホット・パンツ』『コミックSHAKE』など）において活動していた。1998年にはチェリーブラッサム社の成人向けゲーム『黒い波紋』の原画を担当した。数年の充電期間を経て、活動の場を同人誌に移す。
- 作品の分野ごとにスタジオ名、ペンネームを変える傾向がある。1990年代の成人向け商業誌時代の作品は鈴木しげる名義、『黒い波紋』以降の成人向け（非商業漫画誌）作品はいのの名義、成人向け漫画雑誌『コミック高』掲載作品ではinono（いのの）名義としている。
- 商業誌での漫画活動を終えた後も、『FANTASY COCKTAIL』誌（2004年8月号で休刊）で、巻末1ページコラム『絵夢の部屋第2室』を連載していた。
- 2007年（コミックマーケット72）からは、徒草まさむ（時計堂）名義となった[注 1]。
- 2014年頃まで活動休止していたが、2016年現在はPixivなどをベースにいのの（18monkeys）名義で活動を再開した。
- 2016年5月30日発売の『COMIC高[注 2]』2016年7月号[2]以降、同誌にてinono（いのの）名義で作品を発表している。

## 人物
- 大のゲーム好きであり、パソコン向け海外製ストラテジーゲームを好む。ただし、最近は体力の衰えを理由にネットゲームからは少し遠ざかっているようである。
- テレビニュースを観るのが趣味で、自身のブログにもしばしば題材として登場する。

## 作風
- 初期作品は紙とペン、カラーインクなどを用いた、いわゆるアナログ作業環境であった。しかし、1990年後期からは、ペン入れ後の作業をデジタル化するようになり、色味も落ち着いたものとなった。
- 彩度の低い紫色を好む傾向がある。ほぼすべてのカラー絵に、紫色が使われている。
- 漫画作品では、コンプレックスを抱えた登場人物がモチーフとなることが多い。
- 社会派であると（半ば冗談で）自認している。作品中に社会的なテーマが込められていることもある。
- 股間の陰毛を描かず、ひも状になった下着で隠すことが多い。
- おしっこをお漏らしする描写が多い。また、放尿シーンでは１ページ以上を使って尿の流れを精密に描写するなど、こだわりが感じられる。
- 擬音（どげしッ）や描き文字に特徴がある。

## 作品リスト

### 投稿作品
- 世紀末のラインダンス（1987年／アフタヌーン四季賞佳作）
- ラパンアジルで朝食を（1987年／アフタヌーン四季賞準入選作）
- ブタマン（第37回ちばてつや賞佳作）
- ミトセンみとり（出だしで勝負!新人賞2015大賞）[3][4]

### 成人向け商業漫画（鈴木しげる名義）
- BLACK・PACKAGE（1990年3月10日／東京三世社）ASIN B00PRXEV4Q
- ベッドのおかず（1991年1月10日／東京三世社）
- ぴんくキャット（1994年3月31日／東京三世社）ISBN 978-4885708374
- 誘惑の国のアリス（1994年5月12日／コスミックインターナショナル）ISBN 978-4885323331
- ぷにぷにAlouette（アルエット）（1995年10月31日／東京三世社）ISBN 978-4885709371
- 君にエスカレーション（1996年5月31日／東京三世社）ISBN 978-4885709753
- 勇気を出して♥うにうに（1997年2月28日／東京三世社）ISBN 978-4812600238
- 桃色えっち（2003年3月20日／蒼竜社）ISBN 978-4883861811

### 成人向け商業漫画（inono名義）
- 校内売春（2018年6月10日／茜新社）ISBN 978-4-86349-708-5[5][6][注 3]

### 商業漫画（inono名義）
- ミトセンみとり（2015年8月25日／アフタヌーン2015年10月号／44ページ／講談社）[7][8][9]

### 成人向けゲーム（いのの名義）
- 黒い波紋（原画担当、1998年10月9日／チェリーブラッサム）

### 同人作品（いのの名義）
- うにころ（2000年12月30日／FD）
- カラスがパンティ持ってった日の朝（2001年8月12日／CD-ROM）
- 2回目のえっち（2001年12月30日／CD-ROM）
- 内緒のあいあい（2002年8月11日／CD-ROM）
- 秘密の萌え帳（2002年12月30日／B5判28ページ）
- えっちなメイドさん（2003年4月29日／B5判28ページ）
- えっちなメイドさん2 陵辱編（2003年8月17日／B5判40ページ）
- えっちなメイドさん3 蹂躙編（2003年12月30日／B5判40ページ）
- 眼鏡っ娘な妹と禁断のあぁ…うぅ（2004年8月15日／B5判30ページ）
- モイモイのにくどれえ宣言（2004年12月30日／B5判34ページ）
- ゆみちゃんの恥ずかしい告白（2005年4月24日／フルカラーB5判12ページ）
- Navy Blue Pants（2005年8月14日／B5判40ページ）
- 変身 -HENSIN-（2005年12月30日／B5判40ページ）
- 完全なる蛞蝓（2006年4月23日／B5判28ページ）
- えっちなロリータ（2006年8月13日／B5判36ページ）
- 恥辱むちむちメイド姫（2015年12月3日／ダウンロード）

### 同人作品（徒草まさむ名義／大人の童話シリーズ）
- お化けの通る家･前編（2007年8月19日／B5判54ページ）
- お化けの通る家･後編（2007年12月31日／B5判54ページ）
- DOLL愛　準備号（2008年2月10日／B5判12ページ）
- DOLL愛　1話　カエルの王子編（2008年5月5日／B5判46ページ）
- DOLL愛　2話　カエルの王子編（2008年8月17日／B5判48ページ）
- DOLL愛　3話　カエルの王子編（2008年12月30日／B5判54ページ）
- 恋するママの夢見る世界　イラスト＆設定（2009年2月15日／B5判8ページ）
- 恋するママの夢見る世界（2009年5月5日／B5判40ページ）